# دلما (شاي)
دلما (بالإنجليزية: Dilmah)‏ شاي سيلاني، يتم قطفه وتعبئته في سيلان (سريلانكا) ومن ثم تصديره مباشرة للدول المستهلكة، متاح في أكثر من 90 بلداً حول العالم، ويأتي في المرتبة الثالثة عالمياً من حيث حجم التوزيع والمبيعات.[بحاجة لمصدر]
دلما شركة شاي تجارية متكاملة لديها حدائقها الخاصة، تجهيزاتها للطباعة والتغليف ومصنع للتعبئة على أحدث التقنيات، وتؤكد الشركة التزامها بضمان كوباً من أفخر أنواع الشاي السيلاني للمستهلكين، يأتي الشاي مع العديد من الأنواع والنكهات المختلفة، مثل دلما كلاسيك وايرل غراي وانجليش بريكفاست وسيلون سوبريم وايرش بريكفاست وانجليش افترونون والشاي الأخضر الطبيعي وشاي الياسمين الأخضر الطبيعي، ومنوعات الأعشاب، وأزهار البابونج والنعناع الحار والمشمش الأسود.

## وصلات خارجية
- الموقع الرسمي